# Перестрелка у причала Джуно
Перестрелка у причала Джуно — вооруженный конфликт 7 июля 1898 года между главарём преступной группировки «Мыльным» Смитом и местным жителем поселения Скагуэй на Аляске Френком Ридом, который закончился смертью обоих участников.

## История

### Личность Смита
Джефферсон Рендольф Смит II родился 2 ноября 1860 года в городе Ковета, штат Джорджия и был старшим ребёнком в семье из четверых детей. После того, как в 1876 году его семья продав имущество перебралась в город Раунд-Рок, штат Техас Джефферсон Смит начал свой преступный путь. Свое прозвище «Мыльный», которое закрепилось за ним до конца жизни, Смит получил за мошенничество с помощью мыла. Вместе с сообщниками он оборачивал мыло банкнотами различного номинала и упаковывал обратно в бумагу, после чего устраивались торги, в которых всегда побеждал член его банды, который был заранее осведомлен в каком конкретно куске завернут главный приз. В дальнейшем бандиты расширили сферу своего влияния на другие города, где они принимали участие в содержании нелегальных казино, а также занимались вымогательством. Ввиду незаконной деятельности банда Смита вынуждена была пребывать в бегах, переезжая из одного города в другой. Таким образом, в 1898 году мошенники прибыли в поселение Скагуэй на Аляске, где незадолго до этого были найдены залежи золота и начался период «Золотой лихорадки». Первым делом Смит купил салун и стал скупщиком золота у прибывших добытчиков.

### Личность Рида
Френк Рид родился в 1844 году в городе Пеория, штат Иллинойс. В 1873 году вместе со своим братом получил квалификацию инженера, но вдвоем стали работать в страховой конторе в городе Дакота, штат Иллинойс. В 1880 году они переехали в поселение Уилламетт, штат Орегон, где его брат Дик сыграл свадьбу с местной девушкой, а Френк принял решение отправиться дальше в поисках работы. Познакомившись с неким мистером Хилтсом, Френк Рид прибыл на Аляску 28 июля 1897 года, где его новый знакомый открыл салун. На новом месте первой работой Рида стала должность управляющего этим салуном и по совместительству — барменом. 5 августа этого же года местным жителем удалось уговорить Френка заниматься юридической практикой в городе, поскольку он имел опыт работы в страховой компании. Рид согласился и открыл собственную контору.

### Предпосылки конфликта
Событие, которое повлекло собой дальнейший конфликт разыгралось 7 июля 1898 года. Джон Дуглас Стюарт, который был золотодобытчиком пришёл в салун к Смиту, чтобы продать мешок золота на сумму 2,7 тыс. долларов. Члены банды решили не упустить возможности завладеть золотом с помощью мошенничества и предложили сыграть в игру «три карты» с самим Смитом. Суть игры состояла в том, что бы угадать и вытащить оговоренную карту из трёх, которые были перетасованы. В результате главарь банды выиграл, и мешок с золотом отобрали силой, поскольку золотодобытчик отказался признать свой проигрыш. В поисках защиты пострадавший обратился к федеральному маршалу города Скагуэйя, однако тот признался, что бессилен что-либо сделать и не нашел ничего иного, как посоветовать пострадавшему добыть на приисках ещё золота. После этого Джон Дуглас Стюарт распространил по городу слухи о бессилии местных властей перед самоуправстве банды и жители озлобились на мошенников и предложили Смиту выяснить отношения на берегу пристани у причала Джуно. В это время Френк Рид принял решение стать на сторону пострадавшего.

### Развязка события
8 июля 1898 года местные жители, среди которых был и Френк Рид, прибыли на причал Джуно. По некоторым сведениям «Мыльный» Смит был абсолютно пьяный и появился в окружении членов своей банды. Во время завязавшихся споров, во время которых толпа скандировала «Линчевать его!», «Повесить его!» Смит замахнулся на стоящего ближе всего к нему жителя поселения, которым и оказался Френк, но промахнулся. В ответ, последний уклонился и достав пистолет — произвел выстрел. После этого последовал выстрел и со стороны «Мыльного» Смита и в конце перестрелки люди увидели бандита, который лежал мертвым на причале, а сам Рид был тяжело ранен и истекал кровью.

### Последствия
После смерти главаря многих членов банды «Мыльного» Смита арестовал федеральный маршал Джосайя М. Таннер (англ. Josiah M. Tanner), среди которых был и федеральный маршал Сильвестр С. Тейлор (англ. Sylvester S. Taylor), который был замешан вместе с остальными в преступной деятельности. Некоторые преступники впоследствии были привлечены к ответственности и осуждены в городе Ситка, а федеральный маршал Тейлор был оправдан, но уволен с должности.. После двенадцати дней пребывания в больнице Френк Рид скончался. На его могильном камне благодарные жители выгравировали надпись: «Он отдал свою жизнь за честь Скагуэйя».